# Луншань

Культура Луншань

Луншань (кит. 龍山文化) — групи енеолітичних культур в басейні річки Хуанхе, що існували протягом 3000—1900 років до н. е. Інша назва Чорно-керамічна культура. Переважно формується на зміну культурі Яншао, але також під впливом мігрантів з Центральної Азії. Основні городища розташовувалися на півостровах Шандунь та Ляодунь. На зміну Луншань прийшли культури Ерлітоу та Юеші.

## Населення
Луншанці являли собою поєднання племен культури яншао з мігрантами з Центральної Азії та західного Тибету. Найбільшого розвитку завдяки покращенню харчування досягли у 2700—2200 роках до н. е.
З 2100 років до н. е. внаслідок зміни екологічного середовища (завершення голоцену) населення починає поступово скорочуватися. Особливо це позначилося на межі III—II тисячоліть до н. е.

## Поселення
Народ цієї культури жив у невеликих селищах з будівлями яншанського типу. Деякі поселення складалися зі 100 будинків. В часи піднесення утворилися великі поселення та центри з вождями. До середини 1990-х років ХХ ст. було відкрито 17 луншаньських городищ, що займають площу від 11 до 57 тис. м².

## Ритуали
Існувало ворожіння на лопатках барана, оленя, овець та свиней. З XXIII ст. до н. е. У центральній та північній областях приносили ритуальні людські жертвоприношення.

## Господарство
Землеробство розширилося та  значно зросло споживання одомашнених тварин. Займалися мотичним землеробством, через що раз в декілька десятиліть змінювали місце проживання. Луншанці почали вирощувати пшеницю, що стала основною культурою. Водночас у них вже були череди великої та дрібної рогатої худоби — бики, барани, вівці, кози, одомашнені у 2800—2500 роках до н. е. Вживали також їстівних собак.
Також луньшанці (як яншанці) вирощували просо-чумизу (насамперед його підвид гуцзой) і свиней. Також знайдено невеличке рисове поле на Ляодуні, що також належить до часу існування Луншаньської культури.
Знайдено речі, що свідчать про початок одомашнення шовкопрядів та початок виробництва шовку. У прибережних районах в сучасному Шаньдуні було започатковано рибальство.

## Ремесла

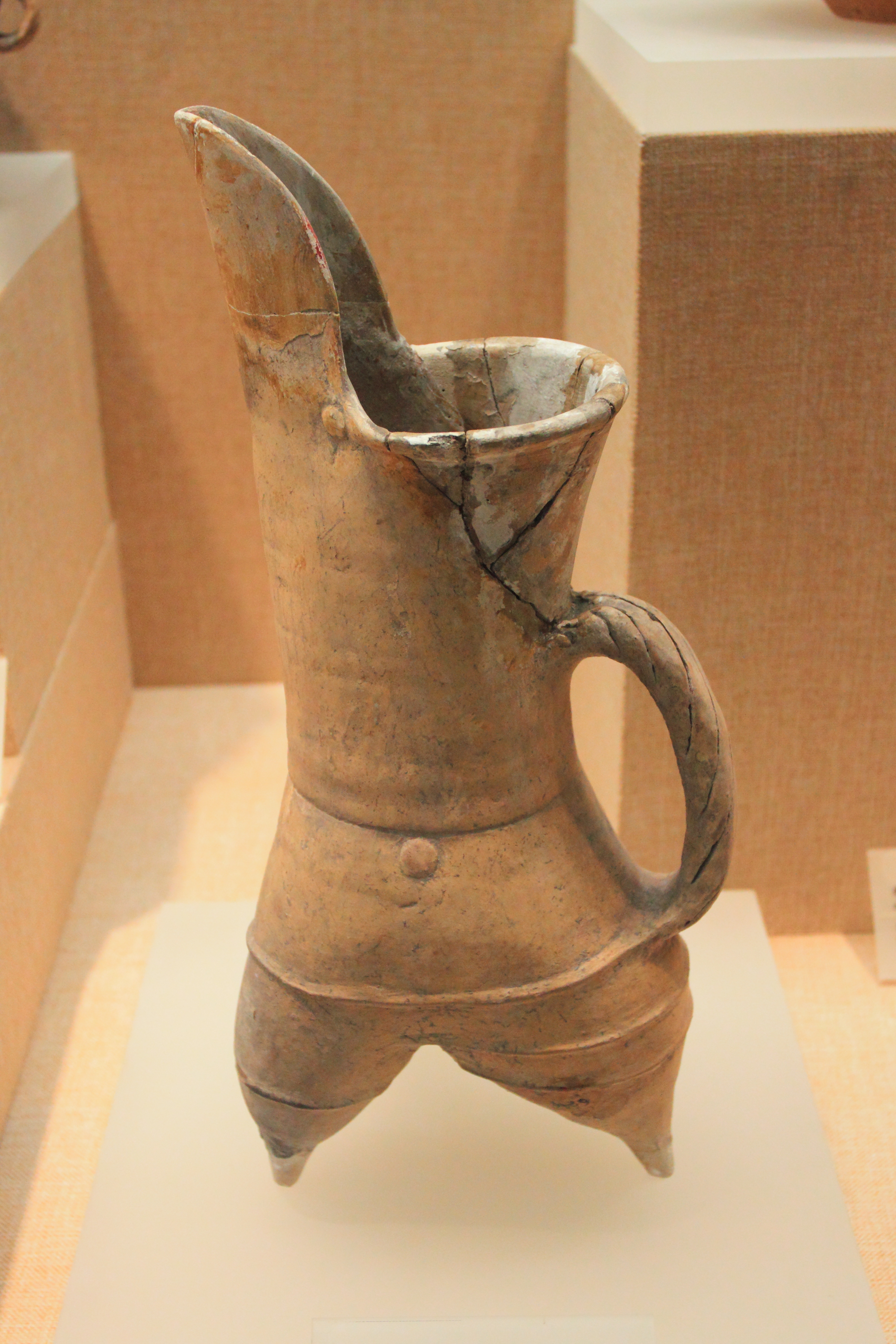
Кераміка

З'являється чорна лощена кераміка, виготовлена на гончарному крузі. Стає поширеним посуд типу трипода (лі з 3 ніжками) у вигляді вимені. Крім того, існував тип тонкостінної кераміки з сірим і чорним кольором без будь-якої розпису.